# Symonanthus aromaticus
Symonanthus aromaticus ist eine Pflanzenart aus der Gattung Symonanthus in der Familie der Nachtschattengewächse (Solanaceae).

## Beschreibung
Symonanthus aromaticus ist ein aufrechter Strauch mit einer Wuchshöhe von bis zu 1,3 m. Die Zweige, die Unterseiten der Laubblätter und die Außenseite der Krone sind mäßig bis dicht filzig mit nicht drüsigen, gegabelten bis stark verzweigten Trichomen und kleineren drüsigen Trichomen behaart. Die Oberseite der Laubblätter, die Blütenstiele und der Kelch sind spärlich bis mäßig mit drüsigen Trichomen behaart, einige nicht-drüsige Trichome sind jedoch auch hier vorhanden. Die Laubblätter stehen in dichten Gruppen, sind schmal dreieckig bis linealisch, aufsitzend und meist 20 bis 45 mm lang und 1,5 bis 5 mm breit. Sie sind ganzrandig, der Rand ist jedoch etwas zurückgebogen.
Die Blüten stehen einzeln oder in Zymen aus zwei bis drei Blüten. Die männlichen Blüten stehen an 3 bis 7,5 mm langen Blütenstielen und besitzen einen 4 bis 5 mm langen Kelch. Ihre Krone ist 7 bis 8 mm lang, die Kronröhre erreicht Längen von 6 bis 7 mm. Die Staubblätter sind 3 bis 6 mm lang. Der Fruchtknoten ist steril und 0,7 bis 0,9 mm lang. Weibliche Blüten sehen ähnlich aus, sind jedoch etwas kleiner: Der Blütenstiel ist nur 1 bis 3,5 mm lang, der Kelch 4 bis 5 mm, die Krone bis etwa 6 mm mit einer 5 mm langen Kronröhre. Meist werden nur vier, selten aber auch fünf Staubblätter ausgebildet, die alle steril sind und 2 bis 3 mm lang werden. Der Fruchtknoten ist 1,5 mm lang und enthält sechs bis zehn Samenanlagen.
Die Frucht ist eine breit eiförmig-elliptische bis nahezu kugelförmige Kapsel, die 3,5 bis 4,5 mm lang wird und etwa 2 mm lange Samen enthält.
Die Chromosomenzahl beträgt 2n = 72.

## Verbreitung und Standorte
Die Art ist ein Endemit des südwestlichen Western Australia, in der südöstlichen Wheatbelt Region. Sie tritt in verstreuten Populationen auf sandigen Boden, meist an gestörten Standorten der Mallee- oder Woodland-Vegetation auf.